# Ajuntament de la ciutat de Luxemburg
L'Ajuntament de Luxemburg (en francès: Hôtel de Ville de Luxembourg) és l'ajuntament de la Ciutat de Luxemburg, al sud de Luxemburg. L'ajuntament és el centre del govern local, incloent ser utilitzat com l'oficina privada de l'alcalde de la ciutat de Luxemburg. A causa de la seva posició en la luxemburguesa de capital, també acull regularment els dignataris estrangers. Es troba a la part sud-oest de la plaça de Guillem II (Knuedler), la plaça principal en el centre de la ciutat. L'edifici de dues plantes, està construït en estil neoclàssic.

## Història
Fins al 1795, la plaça de Guillem II va ser la llar d'un monestir de frares franciscans. En aquest moment, l'Ajuntament de Luxemburg era l'actual Palau Gran Ducal, que es troba just a l'est de la mateixa plaça. Durant la guerra de la revolució francesa es va anunciar un atac al monestir, i va ser el començament de la utilització del Palau Gran Ducal per a fins estatals. Com a resultat, durant tres dècades, les direccions municipals es van traslladar al voltant de la ciutat, sense un allotjament adequat.
Des que Napoleó Bonaparte havia atacat el monestir de la ciutat, s'havia posat en marxa els plans per construir un nou edifici exclusivament com a ajuntament. Aquests plans, es van convertir en realitat l'any 1828, quan un disseny realitzat per Justin Remont se li va donar el vistiplau. A l'any següent, les ruïnes de l'antic monestir es van demolir i amb gran part del material es va iniciar, el 1830, la construcció del nou ajuntament de la ciutat. Les obres van continuar mentre hi va haver la Revolució belga, amb la ciutat de Luxemburg -protegida per la seva guarnició alemanya- estant l'única part del Gran Ducat fora del control de les forces rebels.
L'edifici va ser acabat el 1838 i utilitzat per primera vegada com ara ajuntament, presidit per l'alcalde François Scheffer, el 22 d'octubre de 1838. A causa de la contínua revolució belga, l'ajuntament no va poder ser inaugurat pel Rei-Gran Duc. En conseqüència, la presentació oficial va haver d'esperar fins al 15 de juliol 1844, quan Guillem II dels Països Baixos va inaugurar també l'estàtua eqüestre de si mateix a la Plaça Guillem II -que s'anomena així en el seu honor-. El 1848, l'ajuntament va acollir l'Assemblea Constitucional del 29 d'abril en endavant, que va realitzar la nova constitució nacional.
Es va mantenir l'edifici sense grans canvis fins al 1938, amb l'addició de dues escultures de lleons que flanquegen l'entrada, dissenyats pel luxemburguès Auguste Trémont. Durant l'ocupació alemanya de la Segona Guerra Mundial, els alemanys van convertir el soterrani del mercat en sales d'oficines, augmentant considerablement la quantitat d'espai d'oficines de l'edifici. Després de la guerra, l'edifici va ser seu de la primera reunió de l'Alt Comissionat de la Comunitat Europea del Carbó i de l'Acer, presidida per Jean Monnet el 8 d'agost 1952.